# Górski konik bośniacki

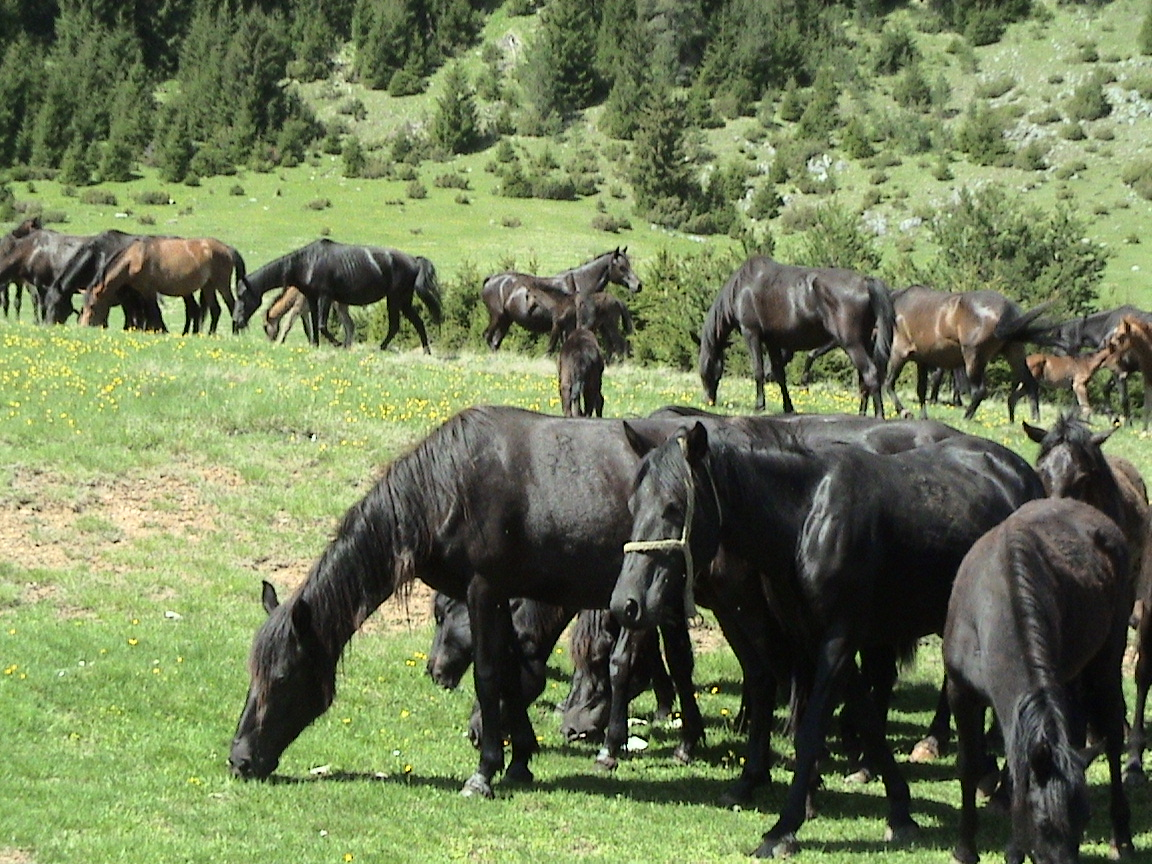
Bośniacki konik górski

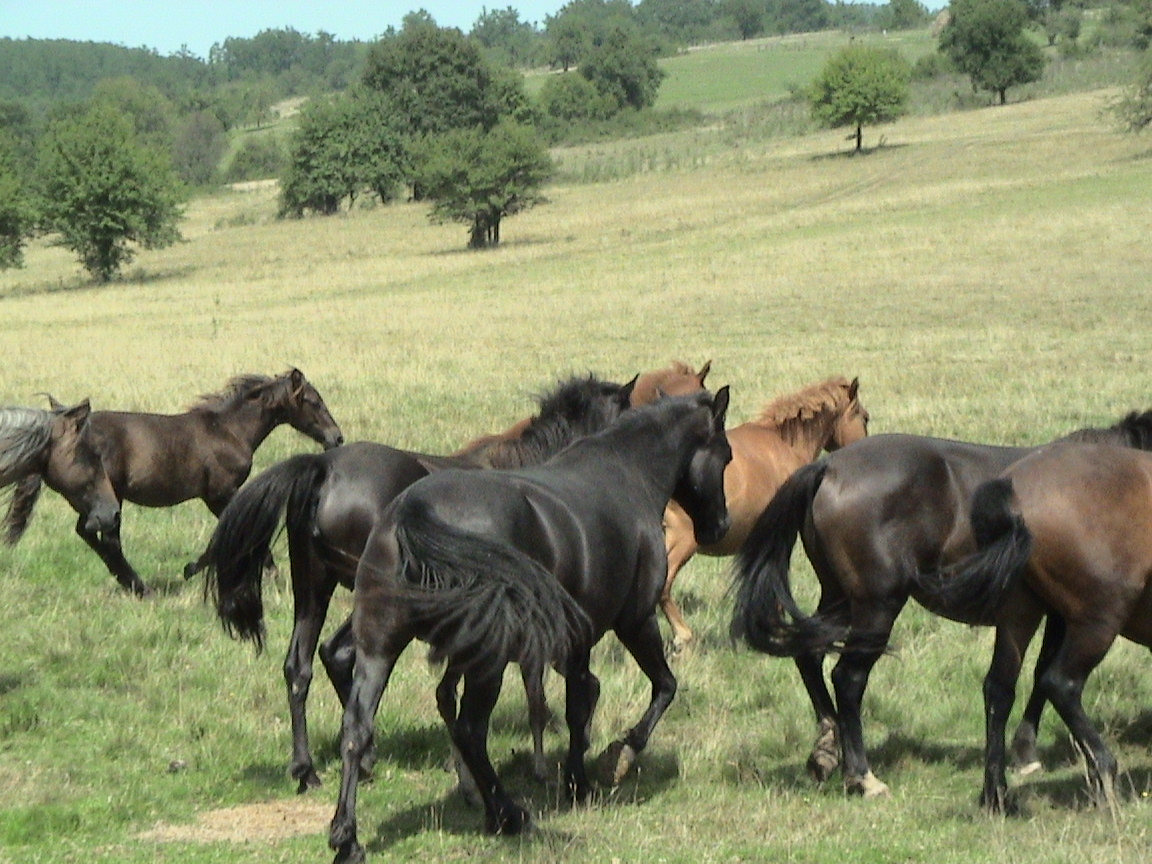
Bośniacki konik górski

Górski konik bośniacki – wschodnioeuropejskie konie (kuce) użytkowe o widocznym udziale krwi orientalnej. Od 1933 roku rasę tę hoduje się w czystości krwi, poddając ogiery ścisłej selekcji.
- Grupa: konie karłowate
- Pochodzenie: Bośnia
- Rejon hodowli: kraje byłej Jugosławii
- Wysokość w kłębie: 1,32 - 1,47 m
- Użytkowość: konie juczne, wierzchowe, robocze, lekkie pociągowe
- Charakter: posłuszny, przyjacielski, chętny do współpracy, niewymagający, wytrzymały[2]

## Pokrój
Umaszczenie jest najczęściej gniade (ciemnogniade) i bułane, inne występują rzadko. Głowa średniej wielkości; szyja mocna i prosta. Łopatki są czasem zbyt strome; zad jest krótki; klatka piersiowa szeroka i głęboka. Kończyny są bardzo mocne; kopyta zbudowane z mocnego rogu. Nad kopytami nie występują szczotki kopytowe. Chody tych koni są pewne, charakteryzują się galopem o krótkim wykroku.

## Zastosowanie
Koniki bośniackie są najpopularniejszymi kucami bałkańskimi. Około 130 000 koni tej rasy pracuje w leśnictwie, na terenach górzystych i na nizinach, jako zwierzęta juczne do przewozu różnego rodzaju ładunków. Są również wykorzystywane do prac rolniczych (zarówno do prac polowych, jak i w zaprzęgu). Posłuszne koniki bośniackie doskonale nadają się do jazdy wierzchem.